# Richard Hinckley Allen

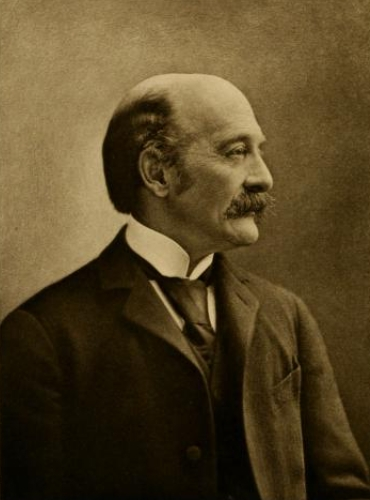
Richard Hinckley Allen

Richard Hinckley Allen (* 4. August 1838 in Buffalo, N.Y.; † 14. Januar 1908 in Northampton, Massachusetts) war ein US-amerikanischer Amateur-Astronom. Bekanntheit erlangte sein 1899 erschienenes Buch Star Names: Their Lore and Meaning, das sich mit der Benennung von Himmelskörpern beschäftigt.

## Leben
Richard Hinckley Allen war das älteste Kind von Richard Lamb Allen (1803–1869), einem Autor von Agrar-Sachbüchern, Landwirt und Kaufmann, und dessen Ehefrau Sally Outram, geb. Lyman. Er hatte eine Schwester, Mary Isabella (1840–1908), und zwei Brüder, Huntington Lyman (1843–1844) und Arthur Huntington (1851–nach 1907; Pastor). Bald nach seiner Geburt zog die Familie von Buffalo über Northampton in Massachusetts nach New York City bzw. Staten Island. Dort erhielt er ersten Unterricht bei dem Offizier und Lehrer Joseph Kargé (1823–1892), später Professor für Literatur in Princeton. Allen besuchte die Columbia Grammer School und begann in Yale zu studieren, musste das Studium, dessen Abschluss für 1860 geplant war, aber wegen einer Augenerkrankung bereits nach einem Jahr abbrechen. Stattdessen begab er sich gemäß ärztlichem Rat auf Reisen.
Von 1860 bis 1885 war Allen in New York City im Exportgeschäft tätig. Dass er in das Berufsleben einstieg, anstatt seine akademische Ausbildung fortzuführen, geschah auch auf Wunsch seines Vaters, mit dem er zunächst zusammenarbeitete. Richard L. Allen und sein Bruder Anthony unterhielten ein landwirtschaftliches Warenhaus in der Waterstreet in New York City, das Allen weiterführte, ebenso wie die Verwaltung des umfangreichen Grundbesitzes seines Vaters, als dieser 1869 starb. Allen heiratete 1873 Mary Collins Wallace und lebte danach in Newark und auf seinem Landsitz am Passaic River nahe Chatham in New Jersey, von wo die Familie seiner Ehefrau stammte. In seiner Freizeit beschäftigte er sich mit Landwirtschaft, Ornithologie und Astronomie.
Allen engagierte sich in der Presbyterian Church in Chatham und war 30 Jahre lang bis zu seinem Tod als Superintendent einer Sonntagsschule tätig. Er starb am 14. Januar 1908 in Northampton, wohin er gereist war, um an der Beerdigung seiner Schwester teilzunehmen, die am 8. Januar 1908 verstorben war. Am 26. Januar wurde für ihn ein Gedenkgottesdienst in der Ogden Memorial Presbyterian Church in Chatham abgehalten. Er hinterließ seine Ehefrau und seinen Bruder Arthur Huntington Allen.

## Star Names: Their Lore and Meaning
Als Richard Hinckley Allen bei seinen privaten Studien auf die Bezeichnung Hamal für den Riesenstern Alpha Arietis stieß, begann er sich intensiv mit der astronomischen Nomenklatur zu beschäftigen. Er sichtete umfangreiche Literatur zu dem Thema aus verschiedenen Bibliotheken und stellte mit Unterstützung einiger ihm bekannter Gelehrter unter dem Namen Star Names: Their Lore and Meaning, ein 563 Seiten umfassendes Kompendium über die Benennung von Himmelskörpern und Sternbildern sowie damit verbundene Mythen und Folklore verschiedener Kulturen zusammen. Die Erstausgabe erschien 1899 in dem amerikanischen Verlag G. E. Stechert. 1963 wurde vom Dover-Verlag eine überarbeitete Fassung wiederveröffentlicht. Drei weitere Auflagen bei Dover folgten (1974, 2000, 2013). Zudem wurde die Originalausgabe mehrfach von Nachdruck-Verlagen wie Kessinger Publishing neu aufgelegt.
Obwohl Allen ein Amateur im Fach Astronomie war, wurde das Buch auch von zeitgenössischen Wissenschaftlern positiv aufgenommen und fand weitere Verbreitung. Es wurde nach Erscheinen von einer Reihe von Zeitschriften wie Popular Astronomy und Observatory rezensiert. Häufig wurde sein Nutzen als Nachschlagewerk betont. Der Herausgeber der amerikanischen Ausgabe vom Astronomischen Jahresbericht, Herman S. Davis, bezeichnete das Buch als extrem interessante, nützliche Ergänzung der astronomischen Literatur und es verdiene, als Klassiker bezeichnet zu werden. Auch zeitgenössische Astronomen wie Charles Augustus Young und Lewis Boss fanden lobende Worte.
Spätere Rezensionen wiesen auf Schwächen der Veröffentlichung hin. So bewertete 1979 der deutsche Arabist und Astronomiehistoriker Paul Kunitzsch das Buch Star-Names and Their Meanings, das seit langem eine der Hauptquellen zu dem Thema sei, insbesondere in Bezug auf arabische Sternennamen als von nur eingeschränktem Wert. Es scheine so, als wenn Allen keine eigenen Forschungen betrieben, sondern nur Sekundärquellen herangezogen habe (u. a. eine Untersuchung von Christian Ludwig Ideler aus dem Jahr 1809). Allen selbst habe kein Arabisch beherrscht und daher weise sein Buch viele Fehler in Bezug auf Grammatik, Transliteration und auch Authentizität auf, da er kritiklos Schreibweisen westlicher Autoren und damit deren Fehler übernommen habe. Stattdessen empfahl Kunitzsch seine eigenen Veröffentlichungen zum Thema arabische Sternennamen.